# 리즈 앨런
엘리자베스 "리즈" 앨런(영어: Elizabeth "Liz" Allan)은 마블 코믹스의 캐릭터로, 스파이더맨 피터 파커의 학교 친구이다. 학교의 인기녀로 첫 등장했으며 피터의 동경의 대상이었고, 졸업한 후에는 기업가가 된다. 1962년 8월 《어메이징 판타지》 15호에 스파이더맨과 같이 처음 등장했고, 스탠 리와 스티브 딧코가 공동 창작하였다.

## 담당 배우

### 영화
- 스파이더맨(2002) - 샐리 리빙스턴(소설판)
- 스파이더맨: 홈커밍(2017) - 로라 해리어

## 담당 성우

### TV 애니메이션
- 스파이더맨(1994) - 말라 루비노프
- 스펙태큘러 스파이더맨(2008) - 얼래나 유백
- 스파이더맨(2017) - 베티나 케니